# Г'юма
Г'юма (кит. 吉迈镇, пін. Jímài Zhèn) — містечко у КНР, адміністративний центр повіту Дарлаг у Голо-Тибетській автономній префектурі провінції Цінхай.

## Географія
Г'юма розташовується у східній частині регіону Амдо на висоті понад 4200 метрів над рівнем моря.

### Клімат
Містечко знаходиться у зоні, котра характеризується континентальним субарктичним кліматом. Найтепліший місяць — липень із середньою температурою 10 °C (50 °F). Найхолодніший місяць — січень, із середньою температурою -13.3 °С (8 °F).
| Клімат Г'юми            | Клімат Г'юми | Клімат Г'юми | Клімат Г'юми | Клімат Г'юми | Клімат Г'юми | Клімат Г'юми | Клімат Г'юми | Клімат Г'юми | Клімат Г'юми | Клімат Г'юми | Клімат Г'юми | Клімат Г'юми | Клімат Г'юми |
| Показник                | Січ.         | Лют.         | Бер.         | Квіт.        | Трав.        | Черв.        | Лип.         | Серп.        | Вер.         | Жовт.        | Лист.        | Груд.        | Рік          |
| Абсолютний максимум, °C | 6            | 7            | 12           | 15           | 17           | 25           | 22           | 22           | 21           | 20           | 12           | 8            | 25           |
| Середній максимум, °C   | −4           | −2           | 2            | 8            | 10           | 13           | 16           | 15           | 12           | 6            | 2            | −2           | 6            |
| Середня температура, °C | −12          | −10          | −5           | 1            | 4            | 7            | 10           | 8            | 5            | 0            | −5           | −11          | 3            |
| Середній мінімум, °C    | −21          | −19          | −13          | −6           | −1           | 2            | 4            | 2            | −1           | −6           | −13          | −21          | −7           |
| Абсолютний мінімум, °C  | −32          | −32          | −27          | −17          | −12          | −6           | −2           | −3           | −12          | −22          | −22          | −32          | −32          |
| Вологість повітря, %    | 56           | 51           | 50           | 54           | 62           | 68           | 72           | 72           | 69           | 67           | 53           | 54           | 61           |
| ----------------------- | ------------ | ------------ | ------------ | ------------ | ------------ | ------------ | ------------ | ------------ | ------------ | ------------ | ------------ | ------------ | ------------ |
| Джерело: Weatherbase    |              |              |              |              |              |              |              |              |              |              |              |              |              |